# Copa Cafam 2011
La Copa Cafam 2011 fue un torneo de fútbol de pretemporada, que se celebró en el Estadio Nemesio Camacho El Campín de Bogotá, Colombia entre el 26 al 30 de enero de 2011. En este torneo participaron equipos colombianos.
En esta edición, volvió a disputarse la Copa Cafam tras dos años de ausencias. Por primera vez Junior participó en el torneo de pretemporada, y mientras por su parte, fue la segunda participación de Santa Fe.
En las semifinales se anotaron 4 goles y hubo 7 expulsados. Santa Fe y Junior perdieron sus respectivos partidos y por lo tanto darían paso a la final entre embajadores y escarlatas.
La final fue disputada por segunda vez en este torneo entre Millonarios y América de Cali, tras un buen partido se consagró campeón América de Cali siendo su segundo título tras vencer 2-1, en el partido hubo dos autogoles, uno por cada equipo.

## Organización

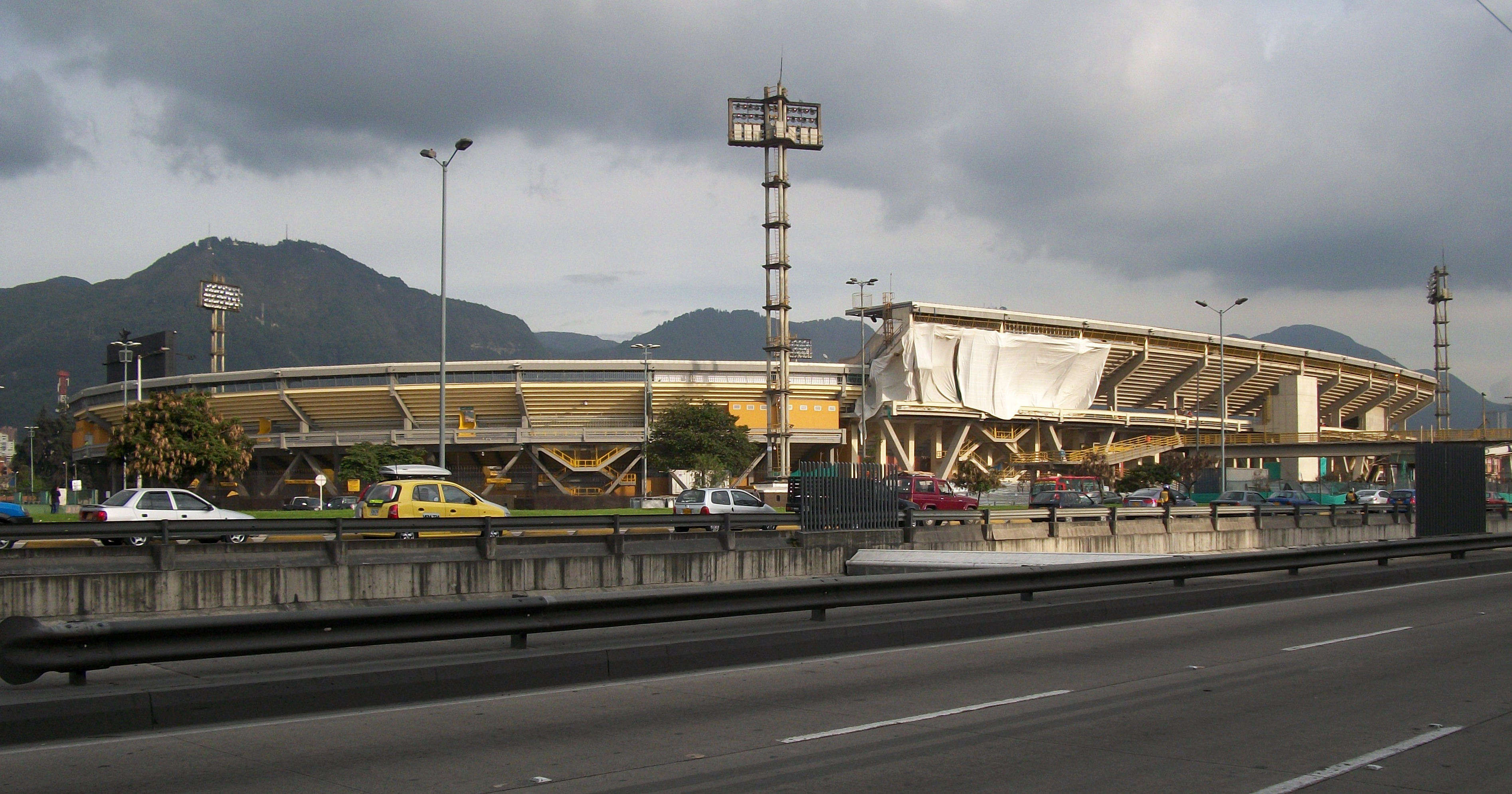
Estadio sede de la Copa Cafam.

Luego de dos años de no organizar la Copa Cafam, el club Millonarios y Cafam decidieron retomar este certamen como antesala al Torneo Apertura 2011.
El lanzamiento oficial del certamen fue el 13 de enero de 2011 en Bogotá, donde nombraron los equipos participantes (Millonarios, Santa Fe, América y Junior) y que se jugaría del 26 al 30 de enero en Estadio Nemesio Camacho El Campín.
Por cuestión de la iluminación del estadio los organizadores pensaron en cambiar el lugar del evento y también por las obras de remodelación que se adelantan en el Estadio Nemesio Camacho El Campín, con miras al Campeonato Mundial de Fútbol Sub-20, tuvieron que realizar algunos cambios de logística y cronología en este certamen.
Pero finalmente en una reunión entre organizadores y Administración Distrital acordaron no realizar dobles juegos como estaba pensado en un principio, para evitar que los hinchas de Millonarios y Santa Fe se cruzaran en la doble tanda de partidos pactada en principio para la jornada inaugural (Millonarios vs. Júnior; y Santa Fe vs. América), se determinó que el torneo arrancara un día antes y se acordó que no se juegue el partido por tercer y cuarto puesto.

### Sede
El estadio de la III edición de la Copa Cafam es:
| Ciudad | Estadio                           | Capacidad |
| ------ | --------------------------------- | --------- |
| Bogotá | Estadio Nemesio Camacho El Campín | 46.018    |

### Reglas
Los 4 equipos que participan en la Copa Cafam jugaron 2 semifinales mediante el sistema de eliminación directa. Los perdedores serían eliminados del torneo  y los ganadores disputan el partido final, donde el vencedor queda campeón.
Si después de los 90 minutos de juego el partido se encuentra empatado, el partido se definiría por medio de tiros desde el punto penal.
En este certamen, cada equipo pudo realizar 10 cambios en cada partido.

## Equipos participantes
En la III edición de la Copa Cafam participaron 4 equipos colombianos, que son los siguientes:
- Millonarios[n 3]
- Santa Fe
- Junior[n 4]
- América de Cali

## Resultados
- Los horarios corresponden a la hora de Colombia (UTC-5)

### Semifinales
| 28 de enero de 2011, 15:00 | Santa Fe  | 1:2 (0:1) | América de Cali                    | Estadio Nemesio Camacho El Campín, Bogotá                    |                                                              |
|                            | Rodas 52' | Reporte   | D. Zapata 28' · Hurtado 62' (pen.) | Asistencia: 4.000 espectadores Árbitro(s): Hernando Buitrago | Asistencia: 4.000 espectadores Árbitro(s): Hernando Buitrago |

| 29 de enero de 2011, 15:00 | Millonarios  | 1:0 (0:0) | Junior | Estadio Nemesio Camacho El Campín, Bogotá                 |                                                           |
|                            | Tancredi 84' | Reporte   |        | Asistencia: 8.000 espectadores Árbitro(s): Harold Perilla | Asistencia: 8.000 espectadores Árbitro(s): Harold Perilla |

### Final
| 30 de enero de 2011, 15:00 | Millonarios         | 1:2 (1:2) | América de Cali               | Estadio Nemesio Camacho El Campín, Bogotá                     |                                                               |
|                            | Vargas 45+1' (a.g.) | Reporte   | Hurtado 26' · Díaz 33' (a.g.) | Asistencia: 12.000 espectadores Árbitro(s): Francisco Peñuela | Asistencia: 12.000 espectadores Árbitro(s): Francisco Peñuela |

| Colombia                |
| Campeón América de Cali |
| 2.º título              |

## Premios

### Goleadores
| Jugador            | Equipo          | Goles |
| ------------------ | --------------- | ----- |
| Avilés Hurtado     | América de Cali | 2     |
| Duván Zapata       | América de Cali | 1     |
| Óscar Rodas        | Santa Fe        | 1     |
| José Luis Tancredi | Millonarios     | 1     |